# سترسگودو
سترسگودو (به اسپانیایی: Sotresgudo) یک شهرستان در اسپانیا است که در کاستیا و لئون واقع شده‌است.

## خصوصیات
سترسگودو ۱۷۲ کیلومترمربع مساحت و ۶۴۵ نفر جمعیت دارد و ۸۷۴ متر بالاتر از سطح دریا واقع شده‌است.